# ヴェクサン

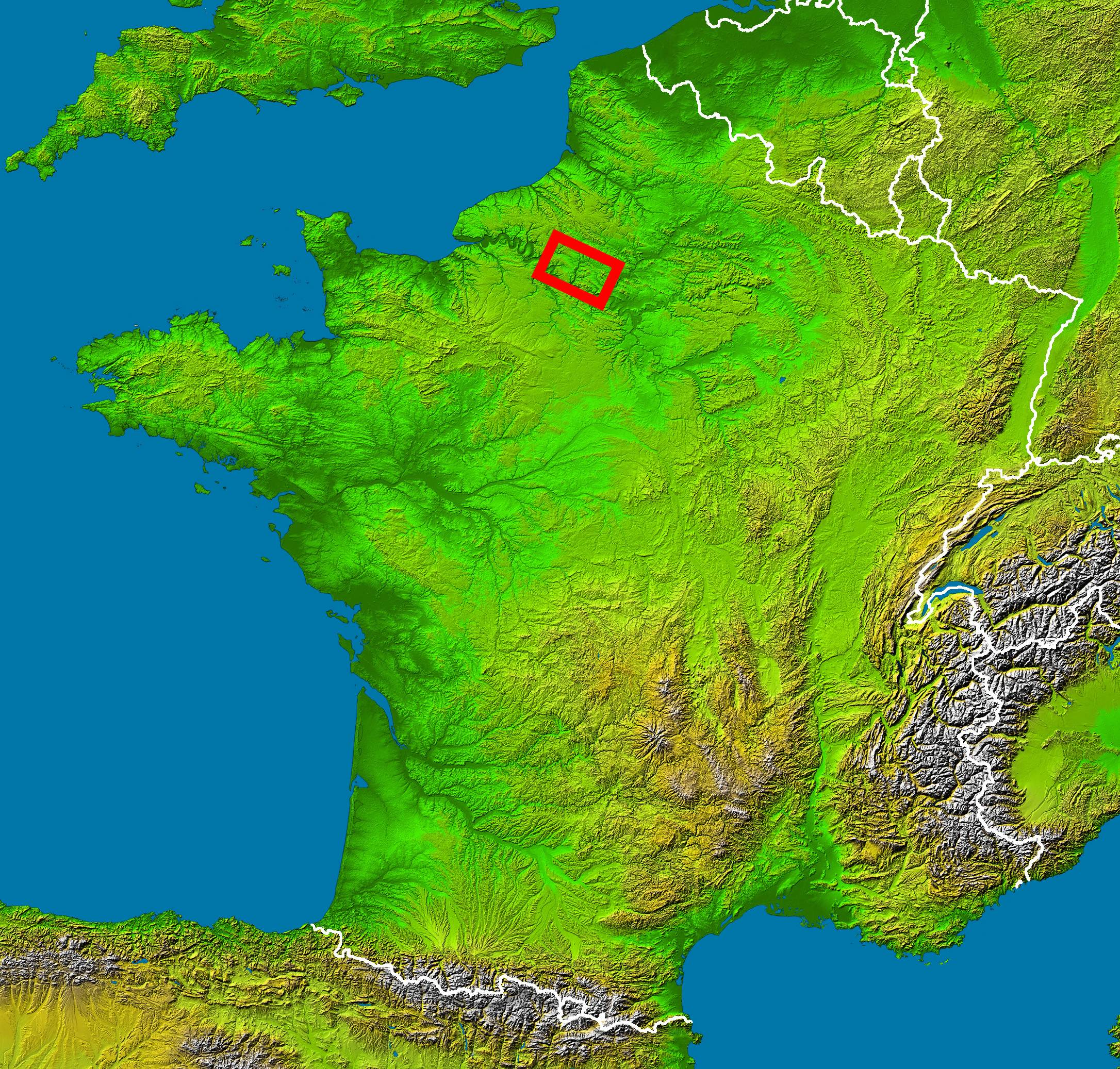
フランス国内におけるヴェクサンの位置

ヴェクサンの紋章

ヴェクサン（Vexin）は、フランス北西部の歴史的な地方名。おおよその範囲として、東西はポントワーズとロミー＝シュル＝アンデル、南北はオヌイユからヴェルノン近くのセーヌ川までである。
現在の地方行政区画に当てはめると、イル＝ド＝フランス地域圏の2つの県、ヴァル＝ドワーズ県とイヴリーヌ県と、ピカルディー地域圏のオワーズ県とにまたがる。上記がいわゆるヴェクサン・フランセ（Vexin français）である。オート＝ノルマンディー地域圏のウール県とセーヌ＝マリティーム県にまたがる部分はヴェクサン・ノルマン（Vexin normand）と呼ばれる。
ヴェクサンは本質的にイル＝ド＝フランスとノルマンディーにまたがる穀倉地帯である。

## 歴史
ヴェクサンはかつてVeuguessinと呼ばれていた。ラテン語のVeliocassinusはガリア系の部族名ヴェリオカス族（fr:Véliocasses）から派生している。彼らは現在のヴェクサンの地を本拠としていた。ガロ＝ローマ時代にこの地に設置されたパグス（fr）であるウェリオカシヌス（Veliocassinus）が、ペイ・デュ・ヴェクサン（pays du Vexin）の前身となった。
911年、シャルル3世はヴァイキングの首長ロロに対して領地を放棄し、この地がノルマンディー公国となった。ヴェクサンは、セーヌ川の小さな支流エプト川によって二分された。今日、ヴェクサン西側がヴェクサン・ノルマン、東側がヴェクサン・フランセと呼ばれるのはこのためである。
ヴェクサン・フランセは常にルーアン司教、その後はノルマンディー大司教座にフランス革命まで依存することとなった。確かに、司教座の分類と境界はローマの管理範囲をそっくり真似ていたが、それ自体がガリア人の境界を真似たものだった。ルーアンはかつてヴェリオカスのチウィタス（Civitas）であり、言い換えれば「ヴェクサンの首都」として当然、キリスト教化すると首府司教座が置かれた。
フィンセント・ファン・ゴッホ、クロード・モネはヴェクサンの小麦畑を作品中に描いている。